# Bức màn sắt

Các nước thuộc khối Warszawa ở phía đông của Bức màn sắt được tô màu đỏ. Thành viên khối NATO về phía bên trái được tô màu xanh. Các nước trung lập về quân sự được tô màu xám. Nam Tư (tô xanh lá), dù là một nước cộng sản, vẫn độc lập với Khối phía đông. Tương tự, nước Albania cộng sản mâu thuẫn với Liên Xô vào đầu thập niên 1960, và nghiêng về phía Trung Quốc sau khi Trung-Xô chia rẽ.

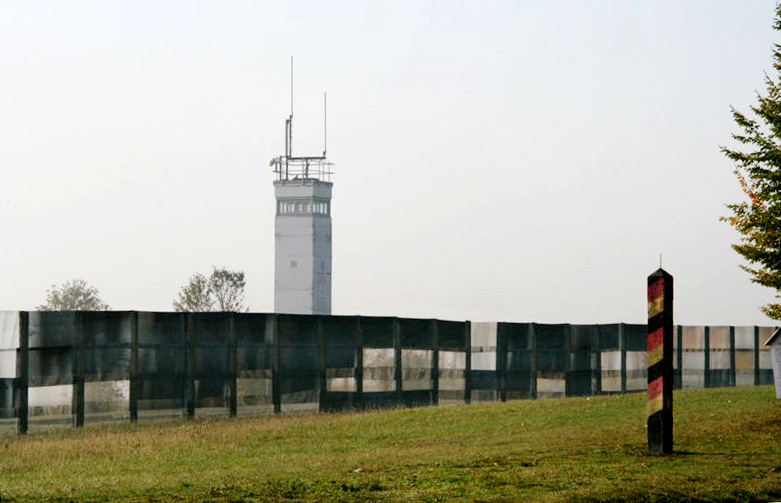
Bức màn sắt tại Đức

Bức màn sắt là một biên giới vật lý lẫn tư tưởng mang tính biểu tượng chia cắt châu Âu thành hai khu vực riêng rẽ từ cuối Thế chiến II vào năm 1945 đến cuối cuộc Chiến tranh lạnh vào năm 1991. Các quốc gia ở cả hai phía của Bức màn sắt đều thành lập các liên minh kinh tế và quân sự quốc tế riêng của mình: Hội đồng Tương trợ Kinh tế và Hiệp ước Warszawa ở phía đông với Liên Xô là thành viên quan trọng nhất, và Tổ chức Hiệp ước Bắc Đại Tây Dương và Cộng đồng châu Âu ở phía tây với Hoa Kỳ.
Bức màn sắt đã hình thành nên một biên giới phòng thủ giữa các quốc gia Tây và Đông Âu, mà trong đó nổi bật nhất là Bức tường Berlin, trong một thời gian dài là biểu tượng của toàn bộ Bức màn sắt.
Thuật ngữ này do Bộ trưởng Bộ Tuyên truyền của Đức Quốc xã, Joseph Goebbels, sử dụng lần đầu tiên trong một bản tuyên ngôn do ông xuất bản trong tờ báo Đức Das Reich vào tháng 2 năm 1945, nhưng được phổ biến nhờ công của Winston Churchill trong diễn văn "Nguồn tiếp sức cho Hòa bình" vào ngày 5 tháng 3 năm 1946.

## Hình thành sự thù địch giữa Liên Xô và Phương Tây
Sự thù địch giữa Liên Xô và phương Tây từ đó dẫn đến bài diễn văn của Churchill có nhiều nguyên nhân.
Vương quốc Liên hiệp Anh và Bắc Ireland, Pháp, Nhật Bản, Canada, Hoa Kỳ và nhiều quốc gia khác đã hỗ trợ cho Bạch vệ Nga chống lại những người Bolshevik trong suốt cuộc Nội chiến Nga 1918–1920, và người Xô viết vẫn chưa quên hành động này.
Trong suốt mùa hè năm 1939, sau khi tiến hành đàm phán với cả nhóm Anh-Pháp lẫn Đức về các thỏa thuận chính trị và chiến tranh đang có nguy cơ nổ ra, Liên Xô và Đức đã ký một Thỏa thuận Thương mại trong đó giao thương một số loại khí tài và thiết bị dân dụng của Đức để đổi lấy nguyên liệu thô từ Liên Xô và Hiệp ước Molotov-Ribbentrop, được đặt tên theo hai bộ trưởng ngoại giao của hai nước (Molotov-Ribbentrop), trong đó có một thỏa thuận mật phân chia vùng ảnh hưởng tại Ba Lan và Đông Âu giữa hai quốc gia này. Quân đội Liên Xô sau đó đã xâm lấn Đông Ba Lan, Latvia, Litva, bắc Rumani, Estonia và Đông Phần Lan. Từ tháng 8 năm 1939 đến tháng 6 năm 1941 (khi Đức phá vỡ Hiệp ước và tiến hành xâm lược Liên Xô), mối quan hệ giữa phương Tây và Liên Xô còn rạn nứt hơn nữa khi Liên Xô và Đức tham gia trong mối quan hệ kinh tế chặt chẽ hơn với việc Liên Xô gửi cho Đức nguồn dầu lửa, cao su, măn-gan và các loại vật liệu khác để đổi lấy vũ khí, máy móc sản xuất và công nghệ của Đức.
Sau chiến tranh, Stalin muốn bảo đảm an toàn cho biến giới phía tây của Liên Xô bằng cách thành lập các chính thể do những người cộng sản lãnh đạo dưới sự ảnh hưởng của Liên Xô tại các nước cận biên giới. Ở phương Tây, có sự phản đối sự chi phối của Liên Xô đối với các quốc gia vùng đệm, và dấy lên nỗi sợ hãi Liên Xô đang xây dựng một đế chế và có thể sẽ trở thành mối đe dọa cho họ và những lợi ích của họ. Cụ thể hơn, Churchill e ngại rằng Hoa Kỳ sẽ quay trở lại chủ nghĩa cô lập như trước chiến tranh, để mặc cho các quốc gia châu Âu đang kiệt sức vì chiến tranh sẽ không thể chống cự lại nhu cầu của Liên Xô. Tổng thống Franklin D. Roosevelt đã tuyên bố tại Hội nghị Yalta rằng sau khi nước Đức bị đánh bại, lực lượng Mỹ sẽ rút khỏi châu Âu trong vòng hai năm.

## Bài diễn văn Bức màn sắt
Việc sử dụng thuật ngữ "Bức màn sắt" trong bối cảnh khu vực Đông Âu đang chịu ảnh hưởng của Liên Xô không phổ biến cho đến khi Churchill dùng nó trong bài "Nguồn tiếp sức cho Hòa bình" đọc vào ngày 5 tháng 3 năm 1946, tại Đại học Westminster ở Fulton, Missouri, tạm dịch:
| “ | Từ Szczecin ở Baltic cho đến Trieste ở Adriatic một "bức màn sắt" đã chạy dọc theo Lục địa. Phía sau bức màn đó là tất cả những thủ đô của những quốc gia cổ ở Trung và Đông Âu. Warszawa, Berlin, Praha, Viên, Budapest, Beograd, Bucharest và Sofia; tất cả những thành phố nổi tiếng này cùng dân cư sống quanh đó đang nằm trong thứ mà tôi phải gọi là quả cầu Liên Xô, và tất cả đều phải lệ thuộc, bằng cách này hay cách khác, vào không chỉ sự ảnh hưởng của Liên Xô mà còn vào sự điều khiển chặt chẽ và có khi ngày càng tăng lên từ Moskva. | ” |

### Phản ứng
Thoạt đầu, nhiều quốc gia ở phương Tây chỉ trích rộng rãi bài phát biểu. Nhiều người dân phương Tây vẫn xem Liên Xô là đồng minh thân cận, trong bối cảnh Đức Quốc xã và Nhật Bản vừa bị đánh bại. Nhiều người cho rằng bài diễn văn của Churchill là hiếu chiến và không cần thiết. Với sự công bố các tài liệu lưu trữ của Liên Xô, một số nhà sử gia đã xem xét lại ý kiến của mình.
Mặc dù cụm từ này không được đón nhận nồng nhiệt vào thời điểm đó, đến khi Chiến tranh lạnh dần mạnh hơn, nó đã bắt đầu phổ biến khi nhắc đến sự chia rẽ của châu Âu. Bức màn sắt đóng vai trò giữ con người ở bên trong và ngăn cách thông tin bên ngoài, và phép ẩn dụ này cuối cùng cũng được chấp nhận rộng rãi khắp phương Tây.

## Thực tế chính trị, kinh tế và quân sự

### Khối phía đông

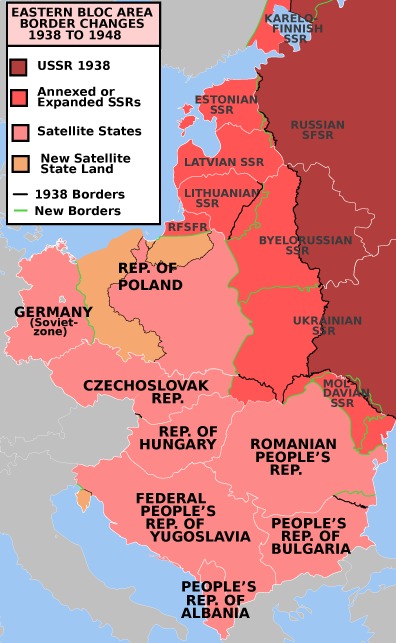
Bản đồ năm 1938 với các biên giới hiện nay (màu xanh lá). Biên giới được điều chỉnh tô màu đen. Lãnh thổ CHXHCNXV Liên bang Nga sau năm 1945 màu đỏ đậm. Lãnh thổ của những nước Cộng hòa Xô viết được sáp nhập sau đó màu đỏ nhạt. Lãnh thổ quốc gia vệ tinh của Liên Xô màu hồng.

Trong khi thời gian Bức màn sắt tồn tại, một số quốc gia ở Đông Âu và nhiều quốc gia ở Trung Âu (ngoại trừ Tây Đức, Liechtenstein, Thụy Sĩ và Áo) nằm dưới sự điều khiển của Liên Xô. Liên Xô sáp nhập một vài quốc gia thành nước Cộng hòa Xô viết thuộc Liên bang Cộng hòa Xã hội chủ nghĩa Xô viết. Nhiều nước trong số này nguyên thủy là các quốc gia do Đức Quốc xã nhượng lại trong Hiệp ước Molotov-Ribbentrop, trước khi Đức xâm lược Liên Xô. Những lãnh thổ được sáp nhập sau này còn có phía đông Ba Lan (nhập vào ba nước cộng hòa Xô viết khác nhau), Latvia (trở thành CHXHCNXV Latvia), Estonia (trở thành CHXHCNXV Estonia), Litva (trở thành CHXHCNXV Litva), một phần phía đông Phần Lan (sáp nhập vào CHXHCNXV Liên bang Nga) và phía bắc Rumani (trở thành CHXHCNXV Moldavia).
Các quốc gia khác chuyển thành các quốc gia vệ tinh của Liên Xô, như Đông Đức, Cộng hòa Nhân dân Ba Lan, Cộng hòa Nhân dân Hungary, Cộng hòa Xã hội chủ nghĩa Tiệp Khắc, Cộng hòa Nhân dân Rumani và Cộng hòa Nhân dân Albania, quốc gia tự tách mình ra khỏi sự ảnh hưởng của Liên Xô và hướng về Cộng hòa Nhân dân Trung Hoa.
Các quốc gia thuộc Khối phía đông hoặc là nước Cộng hòa của Liên Xô hoặc là do một chính phủ do Liên Xô dựng lên lãnh đạo, ngoại trừ Liên bang Cộng hòa Xã hội chủ nghĩa Nam Tư, vẫn giữ được sự độc lập hoàn toàn.
Về phía đông của Bức màn sắt, nhiều quốc gia đã phát triển những liên minh kinh tế và quân sự quốc tế của riêng mình, như COMECON và Hiệp ước Warszawa.

### Khối phía tây

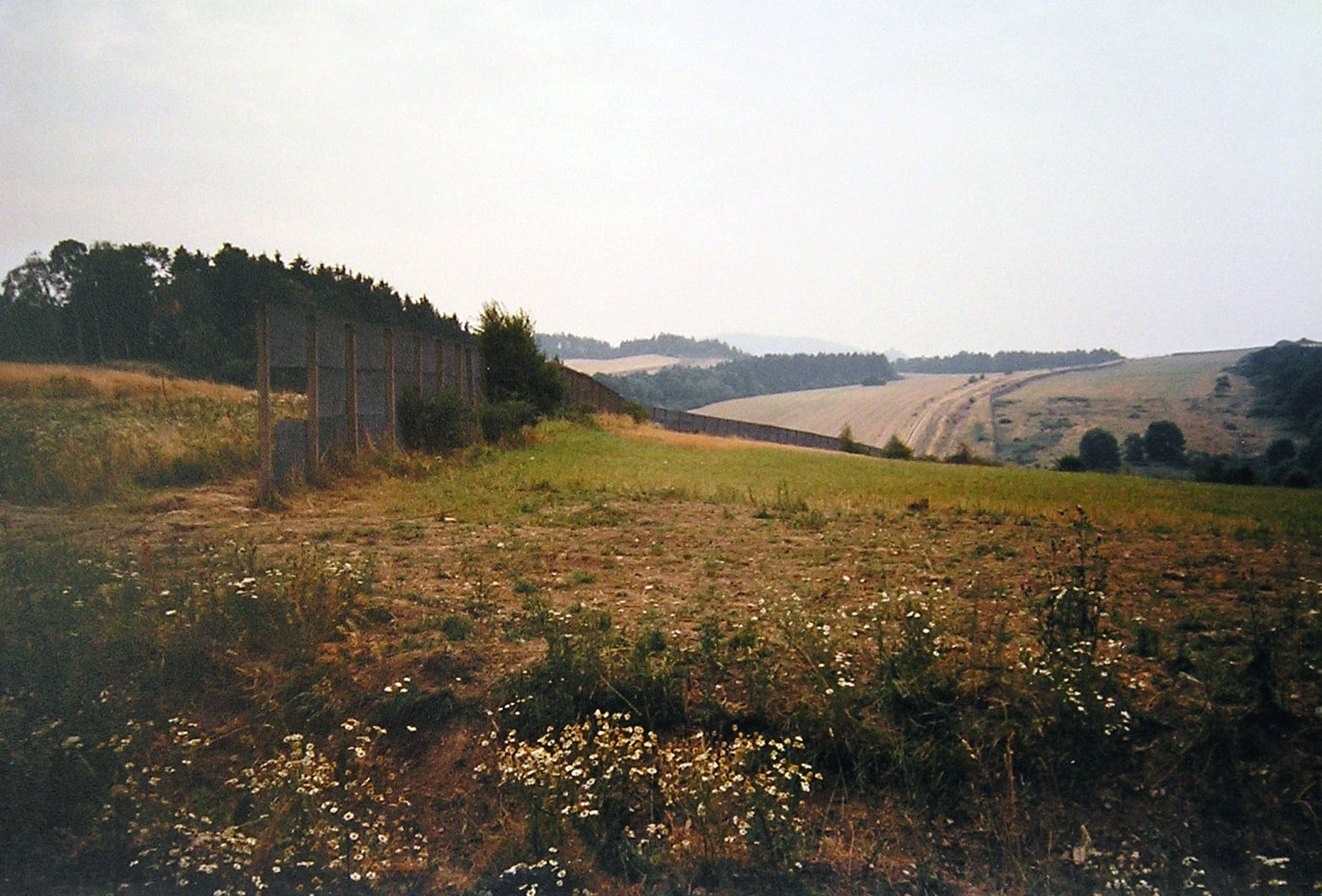
Bức màn sắt ở Đức (gần Witzenhausen-Heiligenstadt

Về phía tây của Bức màn sắt, các quốc gia thuộc Tây Âu, Bắc Âu và Nam Âu—cùng với Áo, Tây Đức, Liechtenstein và Thụy Sĩ—thực hiện kinh tế thị trường. Với ngoại lệ là một thời kỳ của chủ nghĩa phát xít ở Tây Ban Nha và Bồ Đào Nha và chính quyền độc tài quân sự ở Hy Lạp, những nước này đều do các chính phủ dân chủ lãnh đạo.
Phần lớn các quốc gia ở phía tây Bức màn sắt— với ngoại lệ là Thụy Sĩ, Liechtenstein, Áo, Thụy Điển, Phần Lan và Ireland giữ trung lập—đều là đồng minh với Hoa Kỳ và Canada trong NATO. Về mặt kinh tế, Cộng đồng châu Âu và Hiệp hội Thương mại Tự do châu Âu là bản sao đối lập của COMECON, mặc dù các quốc gia trung lập trên danh nghĩa vẫn gần gũi về kinh tế với Hoa Kỳ hơn là các nước thuộc Khối Warszawa.

### Chia cắt sâu hơn vào cuối thập niên 1940
Vào tháng 1 năm 1947, Truman chỉ định Tướng George Marshall làm Bộ trưởng Bộ Ngoại giao, vứt bỏ chỉ thị 1067 của Hội đồng Tham mưu trưởng Liên quân, biểu hiện cho Kế hoạch Morgenthau và thay thế nó bằng chỉ thị 1779, trong đó nói rằng một châu Âu thứ tự và thịnh vượng cần phải có sự đóng góp về kinh tế của một nước Đức ổn định và có năng suất.". Các quan chức chính phủ đã gặp Bộ trưởng Ngoại giao Liên Xô Vyacheslav Molotov và những người khác để thúc đẩy một nước Đức tự cung tự cấp về mặt kinh tế, bao gồm một sự tính toán chi tiết về các nhà máy công nghiệp, sản phẩm và cơ sở hạ tầng đã bị Liên Xô đánh sập. Sau sáu tuần thương lượng, Molotov đã từ chối những đòi hỏi và cuộc thảo luận phải hoãn lại. Marshall cảm thấy khá chán nản sau cuộc gặp cá nhân với Stalin, người tỏ thái độ ít quan tâm đến giải pháp cho vấn đề kinh tế của Đức. Hoa Kỳ kết luận rằng một giải pháp là việc không thể chờ đợi được nữa. Trong bài diễn văn vào ngày 5 tháng 6 năm 1947, Marshall đã thông báo một chương trình trợ giúp toàn diện từ Hoa Kỳ cho tất cả các nước châu Âu nào muốn tham gia, bao gồm cả Liên Xô và những nước ở Đông Âu, gọi là Kế hoạch Marshall.
Stalin phản đối Kế hoạch Marshall. Ông đã tạo dựng một Khối phía đông làm vành đai bảo vệ các quốc gia do Liên Xô điều khiển ở biên giới phía tây của mình, và muốn duy trì khu vực đệm gồm các quốc gia này cùng với một nước Đức yếu ớt chịu sự điều khiển của Liên Xô. Lo sợ sự thâm nhập của nền chính trị, văn hóa và kinh tế của Hoa Kỳ, Stalin cuối cùng đã cấm các quốc gia ở khối phía đông thuộc Cominform vừa mới thành lập không được chấp nhận gói cứu trợ từ Kế hoạch Marshall. Tại Tiệp Khắc, nơi đã cần phải có một cuộc đảo chính vào năm 1948 do Liên Xô hậu thuẫn, sự tàn bạo của sự kiện này đã gây sốc đến các thế lực phương Tây nhiều hơn bất kỳ một sự kiện nào xảy ra trước đó và nhanh chóng lan truyền nỗi sợ hãi xảy ra chiến tranh và quét sạch những vết tích cuối cùng của sự phản đối Kế hoạch Marshall tại Quốc hội Hoa Kỳ.
Mối quan hệ càng xấu hơn nữa khi vào tháng 1 năm 1948, Bộ Ngoại giao Hoa Kỳ cũng xuất bản một tập tài liệu có nhan đề Mối quan hệ giữa Quốc xã-Liên Xô, 1939–1941: Những tài liệu từ Kho lưu trữ của Bộ ngoại giao Đức, trong đó có chứa những tài liệu được phục hồi từ Bộ Ngoại giao Đức Quốc xã tiết lộ những cuộc đối thoại của Liên Xô với Đức liên quan đến Hiệp ước Molotov-Ribbentrop, bao gồm giao thức bí mật phân chia Đông Âu, Thỏa thuận Thương mại Đức-Xô 1939, và những thảo luận về việc Liên Xô có khả năng trở thành Trục thứ tư. Để phản pháo, một tháng sau đó, Liên Xô cho xuất bản Những xuyên tạc lịch sử, một cuốn sách do Stalin biên tập và viết lại một phần để tấn công phương Tây.
Sau Kế hoạch Marshall, việc giới thiệu một đồng tiền mới cho Tây Đức để thay thế cho đồng Reichsmark của phát xít và việc các đảng cộng sản thua cuộc trong những cuộc bầu cử lớn, vào tháng 6 năm 1948, Liên Xô cắt đứt con đường bộ dẫn đến Berlin, khởi đầu cho việc Phong tỏa Berlin, cắt tất cả nguồn thức ăn, nước và các nguồn cung khác không phải của Liên Xô đối với khu vực Berlin không do Liên Xô kiểm soát. Vì Berlin nằm trong khu vực nước Đức do Liên Xô chiếm đóng, phương thức tiếp tế duy nhất cho thành phố là ba vùng hành lang bay hạn chế. Một chiến dịch tiếp tế bằng đường hàng không khổng lồ đã được Hoa Kỳ, Anh, Pháp và các nước khác khởi động, sự thành công của nó đã khiến cho Liên Xô phải dỡ bỏ lệnh phong tỏa vào tháng 5 năm 1949.

## Hạn chế nhập cư
Việc nhập cư từ phía đông Bức màn sắt sang phía tây, ngoại trừ trong những tình huống đặc biệt, đều bị dừng hoàn toàn sau năm 1950. Trước năm 1950, trên 15 triệu người nhập cư vào phương tây từ các quốc gia Đông Âu do Liên Xô kiểm soát chỉ trong vòng năm năm sau Thế chiến II. Tuy nhiên, việc hạn chế được thực hiện trong Chiến tranh lạnh đã ngăn hầu hết việc nhập cư Đông-Tây, với chỉ 13,3 triệu người nhập cư sang phía tây từ năm 1950 đến 1990. Hơn 75% những người nhập cư từ các quốc gia Khối phía đông trong khoảng từ 1950 đến 1990 là do những thỏa thuận song phương vì "di cư sắc tộc". Khoảng 10% là những người tị nạn được phép nhập cư theo Hiệp định Geneve năm 1951. Đa số người dân Liên Xô được phép rời đi trong khoảng thời gian này là sắc dân Do Thái được phép di cư vào Israel sau một loạt sự đào thoát đáng hổ thẹn vào năm 1970 khiến cho Liên Xô quản lý rất chặt việc di cư sắc tộc. Sự sụp đổ Bức màn sắt đi kèm với tỷ lệ di cư Đông-Tây Âu tăng lên khủng khiếp.

## Cách dùng xưa hơn của cụm từ

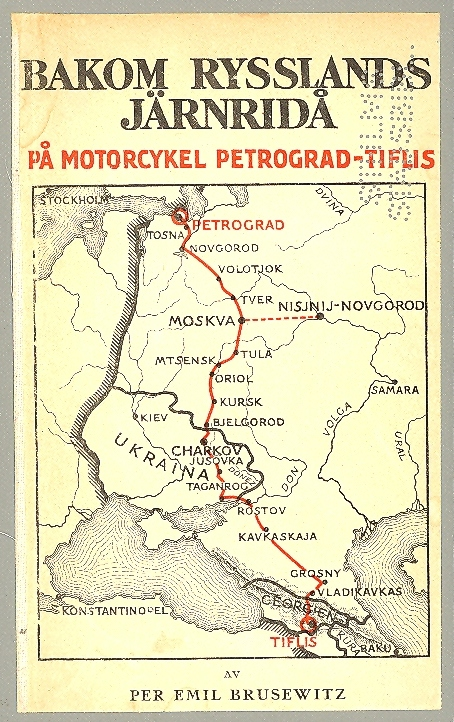
Cuốn sách bằng tiếng Thụy Điển "Đằng sau bức màn sắt của Nga" năm 1923

Thuật ngữ "bức màn sắt" đã được dùng nhiều lần trước khi Churchill dùng nó trong bài diễn văn. Thuật ngữ này có nguồn gốc từ Kinh Talmud tại Babylon của người Do Thái, Tractate Sota 38b, trong đó có nhắc đến "mechitza shel barzel," hàng rào hay vật ngăn cách bằng sắt:
אפילו מחיצה של ברזל אינה מפסקת בין ישראל לאביהם שבשמים

(Thậm chí một hàng rào sắt cũng không thể chia cách [nhân dân] Israel khỏi người cha thiên thượng của họ)
Một số người cho rằng thuật ngữ này có lẽ được Hoàng hậu Elisabeth của Bỉ đặt ra sau Thế chiến I để mô tả tình thế chính trị giữa Bỉ và Đức, vào năm 1914. Một bức màn sắt, hay eiserner Vorhang, là sự phòng ngừa bắt buộc trong tất cả các rạp hát của Đức để tránh khả năng lửa có thể lan từ sân khấu đến phần còn lại của rạp hát. Những vụ cháy như vậy xảy ra khá thường xuyên vì dụng cụ trang trí rất dễ bắt lửa. Trong trường hợp có hỏa hoạn, một bức tường bằng kim loại sẽ chia tách sân khấu với rạp hát, tách biệt ngọn lửa cho lính chữa cháy làm việc. Douglas Reed đã sử dụng phép ẩn dụ này trong cuốn sách Disgrace Abounding của ông (Jonathan Cape, 1939, trang 129): "Cuộc xung đột quyết liệt [ở Nam Tư giữa lính liên hiệp Serbi và lính liên bang Croatia] đã bị sự độc tài của Đức vua che giấu nhờ một bức màn an toàn bằng sắt". Joseph Goebbels đã viết về một "bức màn sắt" trong tờ tuần báo của ông Das Reich:
| “ | Nếu dân tộc Đức buông vũ khí, người Liên Xô, theo thỏa thuận giữa Roosevelt, Churchill và Stalin, sẽ chiếm đóng toàn bộ Đông và Đông Nam châu Âu cùng với một phần lớn Đế chế. Một bức màn sắt sẽ được phủ lên vùng đất rộng lớn do Liên Xô kiểm soát này, đằng sau nó các quốc gia sẽ bị tàn sát. Báo chí Do Thái ở Luân Đôn và New York có thể sẽ ngồi vỗ tay. | ” |

"The Year 2000" (German Propaganda Archive) Lưu trữ ngày 9 tháng 8 năm 2014 tại Wayback Machine
Trường hợp đầu tiên được ghi lại có sử dụng thuật ngữ bức màn sắt là từ bức màn an toàn được dùng trong rạp hát và áp dụng lần đầu tiên vào biên giới của nước Nga Xô viết như một "hàng rào bất khả xâm phạm" vào năm 1920 của Ethel Snowden, trong cuốn sách Khắp nước Nga Bolshevik của bà
. Nó được Bộ trưởng Bộ tuyên truyền Đức, Joseph Goebbels, dùng trong Thế chiến II rồi sau đó đến Bá tước Lutz Schwerin von Krosigk vào những ngày cuối cùng của cuộc chiến. Sự đề cập bằng lời một cách chủ ý lần đầu tiên về một Bức màn sắt trong bối cảnh Liên Xô là trong bài phát thanh của Bá tước Lutz Schwerin von Krosigk đến nhân dân Đức vào ngày 2 tháng 5 năm 1945:
| “ | Ở phía đông một bức màn sắt, mà đằng sau nó là những công việc phá hoại được che giấu khỏi con mắt của thế giới, đang nhanh chóng tiến tới. | ” |